# Aphaenogaster beccarii
Aphaenogaster beccarii är en myrart som beskrevs av Carlo Emery 1887. Aphaenogaster beccarii ingår i släktet Aphaenogaster och familjen myror. Inga underarter finns listade i Catalogue of Life.